# 穆罕默德·阿里 (英国拳击运动员)
穆罕默德·阿里（英語：Muhammad Ali，1996年6月20日—）生于伯里，是一名英国男子拳击运动员。他在观看了阿米爾·汗在2004年雅典奥运的表现后决定练习拳击，2012年首次参加国际主要青少年级比赛。2014年，他开始在国际青年赛场上取得成功，先后获得世界青少年锦标赛银牌和南京青奥铜牌。2015年，他首次参加成年级别比赛，先后出战2015年欧洲运动会和2016年里约奥运两大国际综合运动会。他在2017年4月的一次尿检中被查出群勃龙阳性，尽管他声称自己并未服用禁药，他仍未能成功证明自己的无辜，并于2018年2月获得两年禁赛处罚。2020年2月，他正式成为职业选手。